# Georges Zvunka
Georges Zvunka (rumeno George Zvuncă; Le Ban-Saint-Martin, 5 marzo 1937 – Metz, 12 aprile 2022) è stato un allenatore di calcio e calciatore francese, di ruolo difensore.
Considerato uno dei giocatori più rappresentativi del Metz negli anni '60, con i granata (in cui militò per tutta la durata della sua carriera e di cui fu anche capitano) Zvunka giocò 437 partite in 13 anni, ottenendo due promozioni in prima divisione (nel 1961 e nel 1967) e venendo eletto nel 1968 miglior difensore laterale di Francia dalla rivista France Football.
Zvunka visse anche una breve esperienza come allenatore-giocatore del Metz nella stagione 1971-1972, al termine della quale lasciò entrambe le professioni.

## Biografia
Georges Zvunka nacque a Le Ban-Saint-Martin, in Francia, a poca distanza dal capoluogo Metz, nel 1937. Di origini rumene, Zvunka era il primo di sei fratelli, due dei quali (Jules e Victor), furono anch'essi calciatori nel Metz. Sposato con Marguerite - giocatrice di tennis - ebbe tre figli, tra cui Corinne Zvunka, che divenne una giocatrice della nazionale francese di pallamano.
Zvunka morì a Metz il 12 aprile 2022 all'età di 85 anni.

## Caratteristiche tecniche
Georges Zvunka giocava come terzino, ruolo nel quale eccellette al punto da essere premiato da France Football come miglior interprete del suo ruolo dopo il campionato 1967-1968. Dotato di grande carisma, il suo ex presidente Carlo Molinari parlò di lui come di un leader naturale, un uomo di grande rigore e sempre pronto ad impegnarsi in campo per andare oltre i propri limiti. Proprio queste sue caratteristiche indussero Molinari a sceglierlo nel 1967 come capitano della squadra, ruolo che Zvunka mantenne fino al suo ritiro.

## Carriera

### Calciatore

#### Gli esordi e la promozione
Zvunka iniziò a giocare a calcio quando era ancora un ragazzo, entrando presto a far parte delle giovanili del Metz, squadra di riferimento del suo comune di nascita. Nonostante il suo buon talento, che lo portò a scalare i vari livelli del settore giovanile, Zvunka dovette attendere i 22 anni per arrivare in prima squadra. All'inizio della stagione 1959-1960 infatti il nuovo tecnico del Metz, l'ungherese Gyula Nagy, decise di puntare su Zvunka, facendo di lui uno dei titolari inamovibili della sua difesa, impegnata quell'anno in seconda divisione. Pur fallendo l'obiettivo promozione, Zvunka si mise in mostra con le sue ottime prestazioni, diventando uno dei perni della squadra.
L'anno successivo Zvunka si confermò come uno dei giocatori più talentuosi della squadra, ed ebbe anche la possibilità di dividere il reparto col fratello Jules Zvunka, quell'anno aggregato anch'egli alla prima squadra. Grazie anche alla solidità della difesa, il Metz concluse il campionato al secondo posto a pari punti col Montpellier (che divenne però campione in virtù della miglior differenza reti), ottenendo la promozione in prima divisione dopo tre anni di cadetteria.

#### Il debutto in prima divisione
La stagione 1961-1962, caratterizzata dal ritorno nella massima serie francese, fu positiva per Zvunka a livello individuale, ma avara di soddisfazioni a livello collettivo: se infatti Zvunka giocò 35 partite segnando 3 gol e convincendo gli addetti ai lavori nel suo anno di esordio in prima divisione, la squadra visse invece numerose problematiche (fra le quali il ritiro causa infortunio del difensore e capitano Claude Dosdat) che la relegarono sin da subito in fondo alla classifica, condannandola alla retrocessione dopo una sola stagione in prima divisione. Malgrado le difficoltà in campionato però, il Metz fu capace di arrivare fino alle semifinali di Coppa di Francia, dove però visse la grande delusione di essere eliminato dai rivali dell'FC Nancy.

#### Gli anni in seconda divisione
Con la retrocessione del 1962 iniziarono per il Metz cinque anni altalenanti in cui la squadra tentò senza successo il ritorno in prima divisione. Dopo un'anonima stagione chiusa al 9º posto, in panchina si ebbe l'avvicendamento di Nagy con Jacques Favre. Anche col nuovo tecnico, Zvunka si confermò uno dei punti di forza della squadra granata, ma il Metz fallì nuovamente l'obiettivo promozione per altri tre anni, perdendo lo spareggio nella stagione 1963-1964.
La stagione 1966-1967 vide nel Metz importanti cambiamenti: il nuovo presidente, Paul Mayer, nominò come nuovo allenatore il tedesco Max Schirschin, il quale fu l'artecife della crescita della squadra. Rafforzata in particolare la solidità della difesa, guidata ancora una volta da Zvunka, autore di un'ottima stagione, il Metz lottò tutto l'anno per la promozione in prima divisione, concludendo il campionato al 2º posto e ritornando così in prima divisione dopo 5 anni di assenza.

#### La nomina a capitano e le stagioni in prima divisione
Nel 1967 Paul Mayer lasciò la guida del Metz all'imprenditore Carlo Molinari: quest'ultimo si impegnò fin da subito a rafforzare la squadra per mantenerla in prima divisione e, colpito dalla determinazione e dal rigore morale di Zvunka, ormai veterano del Metz, decise di nominarlo capitano.
Gli anni da capitano furono i migliori per Zvunka a livello personale e si accompagnarono agli ottimi risultati ottenuti dal Metz: ormai stabilizzatasi in prima divisione, tra il 1967 e il 1971 la formazione granata visse infatti stagioni di alto livello, concludendo al 6º posto il campionato 1967-1968 - anno in cui Zvunka venne nominato miglior terzino del paese da France Football - e arrivando al 3º posto la stagione seguente, in un campionato che i granata finirono con la seconda miglior difesa. I due campionati successivi videro invece il Metz arrivare in entrambi i casi 8º.
I buoni risultati ottenuti consentirono al Metz di ottenere le sue prime qualificazioni ad una competizione europea: i granata presero parte alla Coppa delle Fiere 1968-1969 e all'edizione successiva, venendo eliminati in entrambi i casi ai trentaduesimi, prima dall'Amburgo e poi dal Napoli. Nell'occasione, Zvunka giocò le sue uniche partite in competizioni europee.

#### La parentesi come allenatore-giocatore e il ritiro
Nell'ultima stagione al Metz, quella 1971-1972, a Zvunka, ormai 35enne e che già nella stagione precedente aveva perso il posto da titolare, fu richiesto a metà campionato di sostituire l'esonerato Jacques Favre (tornato quell'anno al timone dei granata e che aveva pagato il deludente girone di andata che aveva relegato il Metz nei bassifondi della classifica), ricoprendo il ruolo di allenatore-giocatore. In questa doppia veste Zvunka poté allenare campioni del calibro di Combin ed anche il fratello Victor Zvunka, agli esordi come calciatore. Zvunka riuscì a salvare il Metz con un buon girone di ritorno, ma a fine stagione decise di ritirarsi, lasciando sia la carriera da giocatore che quella da allenatore.

## Dopo il ritiro
Rimasto profondamente legato al Metz, nel 2003 Zvunka accettò di ricoprire il ruolo di vicepresidente dell'Association FC Metz, ente che si occupa della gestione della sezione femminile e del settore giovanile del Metz.

## Statistiche

### Presenze e reti nei club
| Stagione    | Squadra     | Campionato  | Campionato | Campionato | Coppe nazionali | Coppe nazionali | Coppe nazionali | Coppe continentali | Coppe continentali | Coppe continentali | Altre coppe | Altre coppe | Altre coppe | Totale | Totale |
| Stagione    | Squadra     | Comp        | Pres       | Reti       | Comp            | Pres            | Reti            | Comp               | Pres               | Reti               | Comp        | Pres        | Reti        | Pres   | Reti   |
| ----------- | ----------- | ----------- | ---------- | ---------- | --------------- | --------------- | --------------- | ------------------ | ------------------ | ------------------ | ----------- | ----------- | ----------- | ------ | ------ |
| 1959-1960   | Metz        | D2          | 32         | 0          | CF              | 2               | 0               | -                  | -                  | -                  | -           | -           | -           | 34     | 0      |
| 1960-1961   | Metz        | D2          | 35         | 1          | CF              | 2               | 0               | -                  | -                  | -                  | -           | -           | -           | 37     | 1      |
| 1961-1962   | Metz        | D1          | 35         | 3          | CF              | 5               | 0               | -                  | -                  | -                  | -           | -           | -           | 40     | 3      |
| Totale Metz | Totale Metz | Totale Metz | 102        | 4          |                 | 9               | 0               |                    | -                  | -                  |             | -           | -           | 111    | 4      |